# Церква святого Миколая (Берегомет)
Церква перенесення мощів святого Миколи — дерев'яна церква, зразок дерев'яного храму «хатнього» типу в с. Берегомет Кіцманському районі Чернівецької області.

## Архітектура
Миколаївська церква в селі Берегомет є найціннішим зразком серед церков «хатнього» типу на Кіцманщині. Форма, виходить, в даному випадку набагато архаїчніша за дату. За думкою вчених, бабинець церкви більш старий, датований другою половиною XVII століття. Дослідники вважають, що начебто зберігся темперний розпис, який датується XVII ст., і навіть порівнють зі славнозвісним стінописом дрогобицької церкви св. Юра.
Церква побудована подібно до гуцульських хат з подовжньо розпилених брусів, випуклостями назовні. Лише значна висота зрубів та більш пропорційне співвідношення деталей відрізняють її від давніх зразків «хатніх» церков, які зустрічаються у Чернівцях та Кіцманському районі. Храм складається з трьох зрубів майже однакової ширини, нава перекрита невисоким внутрішнім восьмигранним шатром. Над високим чотиригранним дахом, покритим ґонтом, підвищуються три декоративні главки з хрестами, центральна з яких подвійна, значно більша за інші. В інтер'єрі храму привертає увагу іконостас, особливо царські ворота. Їхні створи прикрашені різьбленням, що складається з великих стебел виноградної лози, які, вигинаючись, утворюють виразний малюнок. В медальйонах зображено Благовіщення та чотири євангеліста. На північному боці нави висить намісна ікона Святого Миколая кінця XVII століття, лик якого нагадує буковинських благообразних старців. Ніжно-зелені та червоно-рожеві тони одягу Святого неймовірно вдало поєднуються зі сріблястим фоном орнаменту та золоченою соковитою різьбою колонок обрамлення
На південний захід від храму стоїть дерев'яна квадратна двоярусна дзвіниця. Дзвіниця дерев'яна, двоярусна, квадратна в плані. Перший ярус рублений з піддашшям, другий — відкрита галерея. Завершується дзвіниця невисоким шатровим дахом.

## Історія
Дерев'яна церква святого Миколи датована 1786 роком (за іншими даними — 1781 роком), хоча, скоріше за все це — рік її перебудови. Дзвіниця побудована теж у XVIII столітті.
У 60-х роках XIX ст. можна було побачити руїни склепу фундаторів храму. За церковною традицію їх називали ктиторами. Зазвичай це були місцеві поміщики. До дерев'яної стіни прикріплено камінь із написом румунською мовою.

## Цікаво
Незважаючи на невеликі розміри церкви, всередині були хори для співаків. Берегометського дяка Василя Шкрабу Юрій Федькович називав одним із кращих співаків Буковини. Його традиції продовжував син Василіка.
У 80-роки XIX ст. митрополит Морару, якого Юрій Федькович називав найбільшим україножером, наказував позамінювати слов'янські написи на стінах на румунські